# 保連奴·古亞拿
保羅·羅拔圖·沙蒙·達卡斯迪路（葡萄牙語：Paulo Roberto Chamon de Castilho，1979年8月29日—），巴西前鋒，效力K聯賽球會釜山I'Park，2005年8月19日，他與哈馬比簽下四年合約，2008年，他以借用身份效力釜山I'Park。